# Vonbezingit
Vonbezingit (IMA-Symbol: Vbz) ist ein extrem selten vorkommendes Mineral aus der Mineralklasse der „Sulfate“ (und Verwandte, siehe Klassifikation) mit der chemischen Zusammensetzung Ca6Cu3[(OH)12|(SO4)3]·2H2O und damit chemisch gesehen ein wasserhaltiges Calcium-Kupfer-Sulfat mit zusätzlichen Hydroxidionen.
Vonbezingit kristallisiert im monoklinen Kristallsystem und entwickelt idiomorphe, parallel der c-Achse [001] gestreckte Kristalle bis zu 5 cm Länge, die tief dunkelblau gefärbt sind und hinsichtlich Färbung und Morphologie dem basischen Kupfercarbonat Azurit außerordentlich ähnlich sind. Sie können zu Aggregaten aus parallelverwachsenen kleineren Kristallen zusammentreten, die Maximalgrößen von 3 cm erreichen.

## Etymologie und Geschichte
Während der Untersuchung von Mineralen aus den Kalahari-Manganerzfeldern in der nordwestlichen Provinz Northern Cape, Republik Südafrika, wurde im Jahre 1986 ein aus der „Wessels Mine“ stammendes, auffällig blaues Mineral entdeckt, welches deutliche Ähnlichkeiten mit Azurit aufwies, aber aufgrund der vergesellschafteten Minerale kein Azurit sein konnte. Der österreichisch-südafrikanische Hobbymineraloge Karl-Ludwig von Bezing übergab dieses von ihm nicht zu identifizierende Mineral im Oktober 1986 an den damaligen Kurator des Museums des Geologischen Dienstes von Südafrika, Roger Dixon, der es als neues Mineral erkannte.
Obwohl Proben dieses neuen Minerals an das American Museum of Natural History in New York geschickt wurden, kam es aus Zeitgründen nicht zu einer exakten Identifizierung der Phase aus der „Wessels Mine“, so dass im Updates zur Mineralogie der Kalahari-Manganerzfelder noch immer nur von einem nicht identifizierten „azure-blue copper sulfate“ die Rede war. Erst nach weiteren intensiven Untersuchungen und umfangreichen Analysen eines US-amerikanischen Teams um die Mineralogen Yongshan Dai und George E. Harlow wurde die Spezies der International Mineralogical Association (IMA) vorgelegt, die es im Jahre 1991 als neues Mineral anerkannte. Die Erstbeschreibung als Vonbezingit erfolgte 2012 durch Dai und Harlow im amerikanischen Wissenschaftsmagazin „The American Mineralogist“. Die Autoren benannten das Mineral nach seinem Finder, dem österreichisch-südafrikanischen Arzt, Radiologen und Hobbymineralogen Ludi von Bezing (1945–2024) in Anerkennung seiner Beiträge zur Mineralogie der Kalahari-Manganerzfelder.
Das Typmaterial für Vonbezingit wird unter der Katalognummer T100748 in der Sammlung des American Museum of Natural History in New York City, Bundesstaat New York in den USA, aufbewahrt.

## Klassifikation
Da der Vonbezingit erst 1991 als eigenständiges Mineral anerkannt wurde, ist er in der seit 1977 veralteten 8. Auflage der Mineralsystematik nach Strunz noch nicht verzeichnet. Einzig im zuletzt 2018 überarbeiteten und aktualisierten Lapis-Mineralienverzeichnis nach Stefan Weiß, das sich aus Rücksicht auf private Sammler und institutionelle Sammlungen noch nach dieser alten Form der Systematik von Karl Hugo Strunz richtet, erhielt das Mineral die System- und Mineral-Nr. VI/D.18-40. In der „Lapis-Systematik“ entspricht dies der Klasse der „Sulfate, Chromate, Molybdate und Wolframate“ und dort der Abteilung „Wasserhaltige Sulfate, mit fremden Anionen“, wo Vonbezingit zusammen mit Anhydrokainit, Kainit, Kaliochalcit, Kononovit, Natrochalcit und Uklonskovit eine eigenständige, aber unbenannte Gruppe bildet.
Die von der International Mineralogical Association (IMA) zuletzt 2009 aktualisierte 9. Auflage der Strunz’schen Mineralsystematik ordnet den Vonbezingit ebenfalls in die Abteilung der „Sulfate (Selenate usw.) mit zusätzlichen Anionen, mit H2O“ ein. Diese ist allerdings weiter unterteilt nach der relativen Größe der beteiligten Kationen und der Kristallstruktur, so dass das Mineral entsprechend seiner Zusammensetzung und seinem Aufbau in der Unterabteilung „Mit ausschließlich mittelgroßen Kationen; Lagen von kantenverknüpften Oktaedern“ zu finden ist, wo es als einziges Mitglied die unbenannte Gruppe 7.DD.65 bildet.
Auch die vorwiegend im englischen Sprachraum gebräuchliche Systematik der Minerale nach Dana ordnet den Vonbezingit in die Klasse der „Sulfate, Chromate und Molybdate“ und dort in die Abteilung der „Wasserhaltigen Sulfate mit Hydroxyl oder Halogen“ ein. Hier ist er das einzige Mitglied der unbenannten Gruppe 31.05.01 innerhalb der Unterabteilung der „Wasserhaltigen Sulfate mit Hydroxyl oder Halogen mit (A+B2+)3(XO4)Zq × x(H2O)“.

## Chemismus
Sechs Mikrosondenanalysen und Thermogravimetrische Analysen an Vonbezingit ergaben Mittelwerte von 35,4 % CaO; 25,5 % CuO; 24,0 % SO3 und 15,6 % H2O. Aus ihnen errechnet sich auf der Basis von 26 Sauerstoffatomen die empirische Formel Ca6,03Cu3,07(SO4)2,87(OH)12,46·2,06H2O, welche zu Ca6Cu3(SO4)3(OH)12·2H2O idealisiert wurde. Diese erfordert Gehalte von 35,07 % CaO, 24,87 % CuO, 25,04 % SO3 und 15,02 % H2O. Geringe Defizite an SO3 (weniger als 1,1 %) können auf untergeordnete Substitution von Bor oder Kohlenstoff für Schwefel zurückgeführt werden.
Chemisch ähnlich sind Devillin, Cu4Ca[(OH)6|(SO4)2]·3H2O, sowie Serpierit und Orthoserpierit, beide Ca(Cu,Zn)4[(OH)6|(SO4)2]·3H2O.

## Kristallstruktur
Vonbezingit kristallisiert im monoklinen Kristallsystem in der Raumgruppe P21/c (Raumgruppen-Nr. 14) mit den Gitterparametern a = 15,122 Å; b = 14,358 Å; c = 22,063 Å und β = 108,68° sowie acht Formeleinheiten pro Elementarzelle.
Die Struktur des Vonbezingits enthält eine asymmetrische Einheit mit 76 nicht-Wasserstoff-Positionen. Die Kupferatome sitzen auf sechs verschiedenen Positionen und zeigen alle eine Verzerrung der Koordinationspolyeder, welche auf den Jahn-Teller-Effekt zurückzuführen ist. In der Struktur bilden [7]Ca-Polyeder mit gemeinsamen Kanten Ketten parallel [010], welche durch weitere [7]Ca-Polyeder zu Schichten aus Dreier- und Sechserringen parallel (001) verbunden sind. Zwischen diesen Schichten liegt sandwichartig eine Cu(OH)4(SO4)2-Gruppen enthaltende Ebene, wobei diese Gruppen durch Wasserstoffbrückenbindungen miteinander verknüpft sind. Die dicken, heteropolyedrischen Platten alternieren mit den Ebenen, welche die Cu(OH)4(SO4)2-Gruppen enthalten.
Alternativ kann Vonbezingit auch als Struktur mit Zickzack- und planaren Polyederlagen parallel (001) angesehen werden. Es gibt vier polyedrische Zickzack-Schichten aus symmetrisch äquivalenten Ca-Positionen bei z ≈ 1⁄8, 3⁄8, 5⁄8 und 7⁄8, zwei Zickzack-Schichten von äquivalenten Cu1x und S1x bei z ≈ 0 und 1⁄2 sowie zwei nahezu planare Schichten aus äquivalenten Cu2x und S2x-Polyedern bei z ≈ 1⁄4 und 3⁄4.
Vonbezingit besitzt eine auf einer C2/c-Pseudozelle (b ist halbiert) basierende Superstruktur aus fehlgeordneten S2O4-Tetraedern, die wahrscheinlich einen Hochtemperatur-Polymorph von Ca6Cu3[(OH)12|(SO4)3]·2H2O darstellt. Die beschriebene Struktur repräsentiert einen – verglichen mit anderen hydratisierten Ca-Cu-Sulfaten – neuen Strukturtyp. Strukturell ähnlich Minerale sind Devillin, Serpierit, Campigliait und Ktenasit. Allen diesen Phasen gemeinsam ist eine auf Schichten von oktaedrisch koordinierten Kationen wie in Brucit basierende Struktur.

## Eigenschaften

### Morphologie
An seiner Typlokalität bildet Vonbezingit idiomorphe, bis 5 cm große Kristalle, die fast immer mehr oder weniger stark nach der c-Achse [001] gestreckt sind. Trachtbestimmend an natürlichen Kristallen sind das Prisma {110} und die Pinakoide {010} und {100}. An weiteren Flächenformen wurden {111} und {101} identifiziert. Darüber hinaus wurden meroedrische Zwillinge nach {001} beschrieben. Gelegentlich bilden die Kristalle des Vonbezingits Aggregate aus parallelverwachsenen kleineren Kristallen, die Maximalgrößen von 3 cm erreichen.
Vonbezingit enthält häufig winzige, nur mikrometergroße Einschlüsse von Azurit und Baryt.

### Physikalische und chemische Eigenschaften
Vonbezingitkristalle sind tief azurblau, ihre Strichfarbe ist dagegen immer hellblau. Die Oberflächen der durchscheinenden bis halbdurchsichtigen Kristalle zeigen entsprechend den Werten für die Lichtbrechung einen glasähnlichen Glanz, während die Bruchflächen einen glasartigen Glanz aufweisen.
Vonbezingit weist eine mittelhohe Lichtbrechung (nα = 1,590, nβ = 1,610, nγ = 1,619) und eine mittelhohe Doppelbrechung (δ = 0,029) auf. Im durchfallenden Licht zeigt Vonbezingit einen starken Pleochroismus von nγ = dunkelblau über nβ = graublau nach nα = hellblau. Im polarisierten Licht besitzt Vonbezingit aufgrund der dunkelblauen Farbe in allen Nichtauslöschungsorientierungen anomale blaue Interferenzfarben.
Im Gegensatz zu den meisten anderen kristallwasserhaltigen Sulfatmineralen konnte an den Kristallen des Vonbezingits weder eine Spaltbarkeit noch eine Teilbarkeit beobachtet werden. Aufgrund seiner Sprödigkeit bricht er aber ähnlich wie Galenit, wobei die Bruchflächen unvollkommen muschelig ausgebildet sind. Das Mineral weist eine Mohshärte von ungefähr 4 auf und gehört damit zu den mittelharten Mineralen, die sich ähnlich wie das Referenzmineral Fluorit mit einem Messer leicht ritzen lassen. Vonbezingit zeigt weder im lang- noch im kurzwelligen UV-Licht eine Fluoreszenz.
Hinsichtlich der Farbe und der Morphologie ist Azurit sehr ähnlich. Vonbezingit lässt sich von Azurit aber durch seine matten Kristallflächen, die fehlende Spaltbarkeit, geringere Brechungsindizes, geringere Dichte sowie die abweichende chemische Zusammensetzung und das völlig andere Röntgen-Diffraktogramm unterscheiden.

## Bildung und Fundorte
Die vergesellschafteten Minerale und die Textur der Vonbezingit-Aggregate legen nahe, dass Vonbezingit und seine Begleitminerale aus Oberflächen- oder Grundwässern während einer Evaporations-Periode bei Umgebungstemperatur und atmosphärischem Druck gebildet worden ist. Die mikrometergroßen Baryt- und Azurit-Einschlüsse legen wie die vergesellschafteten Minerale nahe, dass die kristallisierende Lösung mit verschiedenen Oxisalzen gesättigt war, von denen Calcium und Sulfat die häufigsten und wichtigsten waren.
Parageneseminerale aus dem Originalfund sind gelblicher Sturmanit in zwei verschiedenen Generationen, Bultfonteinit, Brucit, Vesuvian, Ettringit, Gips, Calcit, Baryt, Azurit und andere.
Als extrem seltene Mineralbildung konnte Vonbezingit bisher (Stand: 2018) nur an einem Fundort und darüber hinaus dort auch nur in einem einzigen Lösungshohlraum nachgewiesen werden, der auch nur etwa 50 Stufen geliefert hat. Als Typlokalität gilt der Block 17 in der „Wessels Mine“ bei Hotazel unweit Kuruman, Kalahari-Manganerzfelder, Provinz Northern Cape, Südafrika.
Fundorte in Deutschland, Österreich und der Schweiz sind damit unbekannt.

## Verwendung
Vonbezingit ist aufgrund seiner Seltenheit ein sogar bei Mineralsammlern extrem begehrtes Mineral. Darüber hinaus hat er aber keinerlei Bedeutung.